# 本城小百合
本城 小百合（ほんじょう さゆり 1979年2月12日 - ）は、日本のAV女優、タレント、ストリッパー。東京都出身。

## 来歴・人物
中学2年から高校1年までスクールメイツに在籍していた。
1999年AVデビュー。当時のウリは一見清純派だがバイブ好き。得意技はフェラチオ。寂しいときはオナニーしているという淫乱ぶりが好評になり、「人間バイアグラ」の異名を誇った。別名「童貞キラー」。性感帯はクリトリス。
1999年にはAV女優仲間の桜井風花、桜真琴、若菜瀬奈とユニット・「チェリーボンバーズ」を期間限定で結成した。『足立区のたけし、世界の北野』にもレギュラー出演していた。
AV引退後は「本城さゆり」に改名しタレントに転身。ブログを中心に活動している。
2009年10月より浅草ロック座にてストリッパー・デビュー。
六本木にあるAV女優のキャバクラ「RedDragon」に在籍したこともある。
2013年9月、アイデアポケットからAVに復帰。
既婚者で人妻である。

## プロフィール
- 血液型：AB型
- 身長：163 cm
- バスト:86 cm
- ウエスト:60 cm
- ヒップ:85 cm
- 靴のサイズ:23.5 cm
- 趣味：歌うこと
- 特技：ジャズダンス、エアロビクス
- 性感帯:クリトリス

## 作品

### アダルトビデオ
- ヴァージンメモリアル（1999年1月30日 KUKI）
- プレミアム（1999年2月26日 KUKI）
- カムオン!!（1999年3月31日 KUKI）
- 性体実験（1999年4月27日 KUKI）
- No.1（1999年5月26日 KUKI）
- EYES（1999年6月26日 KUKI）
- キャンプDEデート（1999年7月31日 KUKI）
- 南極2号（1999年8月20日 KUKI）
- ズブ濡れ人生激情（1999年9月29日 KUKI）
- パンストラヴァーズ（1999年10月30日 アトラス21）
- 女尻（1999年11月26日 アリスJAPAN）
- Doubleマニア 1999（1999年12月24日 KUKI）…共演:桜井風花
- 猥褻モデル（2000年1月21日 アリスJAPAN）
- 人肌玩具（2000年3月24日 KUKI）…共演:小川明日香
- 伝説美女復活（2013年9月19日 アイデアポケット）
- 本城小百合の濃厚な接吻とSEX（2013年10月19日 アイデアポケット）
- 小百合先生の誘惑授業（2013年11月19日 アイデアポケット）
- 快感スパイラル（2013年12月19日 アイデアポケット）
- うちの妻を犯して下さい（2014年1月19日 アイデアポケット）
- 秘密女捜査官（2014年2月19日 アイデアポケット）
- 夫の目の前で犯されて（2014年8月19日 アイデアポケット）
- DIGITAL CHANNEL DC120（2014年9月1日 アイデアポケット）

### Vシネマ
- 新・痴漢白書（1999年）
- 首領の道2（2011年）
- 吸血ガールズ（2011年）
- テキ屋ガールズ（2011年）

### 映画
- attitude（2008年、監督：DYNAMITE TOMMY）

## 出演

### テレビ
- アルテミッシュNIGHT(テレビ東京)…ギルガメッシュないとの後番組のコーナー出演者。草凪純及び宮澤ゆうなをはじめとするゲスト出演者と共演。
- ビ〜チ9 （2013年11月2日/9日/16日/23日、テレビ埼玉）…テレビ埼玉のお色気バラエティ番組。11月マンスリーゲスト
- ここがヘンだよ日本人 (TBS)…小室友里、若菜瀬奈と共演。
- 足立区のたけし、世界の北野（フジテレビ）…脱衣担当の脱ぎ要員として草凪純から引き継いで出演、後に宮澤ゆうなへと交代。

## 書籍

### 写真集
- BED ROOMS（1999年11月1日発売 黒田出版興文社）